# Sylvain Leroy
Sylvain Leroy (även Régis), född 1632 i La Sauvetat de Blanquefort, död 11 januari 1707 i Paris, var en fransk filosof.
Leroy studerade teologi i Paris och omfamnade med glöd René Descartes filosofi, till vilken han hade introducerats av Jacques Rohault. Han undervisade med stor framgång denna lära i Toulouse, Montpellier och Paris. Sedan ärkebiskopen de Harlay förbjudit undervisning om Descartes ägnade han sig åt att publicera dennes verk och att polemisera mot Descartes motståndare. Leroys främsta egna verk är Le Système de Philosophie från 1690.